# 西乃風ブラン堂
『西乃風ブラン堂』（にしのかぜぶらんどう）は、テレビは2021年10月12日（11日深夜）から、ラジオは2021年10月17日から毎日放送とMBSラジオ（両関西ローカル）で放送されているテレビ番組とラジオ番組を連動させた番組である。

## 概要
西日本のとある街角にある老舗商店『西乃風ブラン堂』。ここは新たな価値観を集めるセレクトショップ。各地が奮闘し、生み出した″街を変える新しい価値観″＝「ご当地新ブランド」をMBSテレビ・ラジオ連動により徹底取材する地方創生情報バラエティである。　
本番組の取材対象となる「西日本」は、三重県・福井県・近畿2府4県・中四国9県となっている。
テレビ見逃し配信として、終了後1週間はTVer、GYAO!、MBS動画イズムにて視聴が可能である。

## 出演者
テレビ・ラジオ共通
- 金庫番：三ツ廣政輝（MBSアナウンサー）

テレビ
- 店主：植村あかり
- 食品部門担当部長：西田汐里（BEYOOOOONDS、2024年10月15日 - ）[2]

ラジオ
- 秋山眞緒（つばきファクトリー、2024年10月20日 - ）[3]
- 岡村美波（BEYOOOOONDS、2024年10月20日 - ）[3]

過去の出演
テレビ・ラジオ共通
- 食品部門担当部長：川村文乃（アンジュルム、2021年10月12日 - 2024年10月13日）

ラジオ
- 店主：植村あかり（2021年10月17日 - 2024年10月13日）

### スタジオゲスト
| 放送日                          | ゲスト                         | 備考 |
| ------------------------------- | ------------------------------ | ---- |
| 2022年8月9日 - 2022年8月23日    | 入江里咲（Juice=Juice）        |      |
| 2023年10月31日 - 2023年11月14日 | 有澤一華（Juice=Juice）        |      |
| 2024年1月30日 - 2024年2月13日   | 為永幸音（アンジュルム）       |      |
| 2024年9月17日 - 2024年10月8日   | 江端妃咲（Juice=Juice）        |      |
| 2024年10月15日 - 2024年10月29日 | 岡村美波（BEYOOOOONDS）        |      |
| 2024年11月5日 - 2024年11月26日  | 秋山眞緒（つばきファクトリー） |      |
| 2024年12月3日 - 2025年1月14日   | 上國料萌衣（アンジュルム）     |      |
| 2025年1月21日 - 2025年2月4日    | 植村葉純（ロージークロニクル） |      |
| 2025年2月11日 - 2025年2月25日   | 川嶋美楓（Juice=Juice）        |      |
| 2025年3月4日 - 2025年4月8日     | 井上春華（モーニング娘。'25）  |      |
| 2025年4月22日 - 2025年5月6日    | 豫風瑠乃（つばきファクトリー） |      |
| 2025年5月13日 - 2025年5月27日   | 広本瑠璃（OCHA NORMA）         |      |
| 2025年6月3日 - 2025年6月24日    | 江口紗耶（BEYOOOOONDS）        |      |
| 2025年7月1日 - 2025年7月15日    | 土居楓奏（つばきファクトリー） |      |
| 2025年7月22日 - 2025年8月5日    | 西﨑美空（OCHA NORMA）         |      |
| 2025年8月12日 -                 | 秋山眞緒（つばきファクトリー） |      |

出演者名の前に表記した肩書は、番組内、番組公式HP、Twitterに表記されている。
テレビのみ
- 西乃風ブラン堂バイヤー：西日本のTBS系列各局のアナウンサーが持ち回りで担当[4][5]。一部の放送回ではハロー!プロジェクトのメンバー（卒業メンバーを含む）が担当する事もある。

## エピソード

### 2021年
日時、放送内容などは、全て関西地区のテレビ版とし、引用元は番組公式Twitterからとする。
| #  | 放送日   | ブランド情報                                         | ロケ地                              | 取材バイヤー （アナウンサー・ハロプロメンバー） | その他の出演者 | 備考     |
| -- | -------- | ---------------------------------------------------- | ----------------------------------- | ----------------------------------------------- | -------------- | -------- |
| 1  | 10月12日 | 淡路島 タコ＆しらす 名産品誕生秘話                   | 兵庫県淡路島                        | 中野広大（MBSアナウンサー）                     | -              |          |
| 2  | 10月19日 | 実はタマネギって映える!?                             | 兵庫県淡路島                        | 中野広大（MBSアナウンサー）                     | -              |          |
| 3  | 10月26日 | 更地だった淡路島西海岸が『食の一大テーマパーク』に!? | 兵庫県淡路島                        | 中野広大（MBSアナウンサー）                     | -              |          |
| 4  | 11月02日 | 若者殺到のフルーツ農園はアレもコレも無料!?           | 和歌山県紀の川市                    | 前田春香（MBSアナウンサー）                     | -              |          |
| 5  | 11月09日 | 名産品・桃の行列店＆全国的人気のチーズ店             | 和歌山県紀の川市                    | 前田春香（MBSアナウンサー）                     | -              |          |
| 6  | 11月16日 | 都会からの観光客＆企業が集まる廃校                   | 和歌山県田辺市                      | 前田春香（MBSアナウンサー）                     | -              |          |
| 7  | 11月23日 | 食品業界に大革命!?禁断の“青”で名産品作り             | 滋賀県                              | 大村浩士（MBSアナウンサー）                     | -              |          |
| 8  | 11月30日 | 人気No.１観光スポット 目玉は田んぼ!?                 | 滋賀県近江八幡市                    | 大村浩士（MBSアナウンサー）                     | -              |          |
| 9  | 12月07日 | 滋賀県 最小の町が生んだ調味料が世界進出!?            | 滋賀県豊郷町                        | 大村浩士（MBSアナウンサー）                     | -              |          |
| 10 | 12月14日 | 特別編 あのあと食べちゃいました！SP                  | 特別編 あのあと食べちゃいました！SP | 特別編 あのあと食べちゃいました！SP             | -              | [ 注 1 ] |

### 2022年
| #  | 放送日   | ブランド情報                                          | ロケ地                                            | 取材バイヤー （アナウンサー・ハロプロメンバー）   | その他の出演者          | 備考     |
| -- | -------- | ----------------------------------------------------- | ------------------------------------------------- | ------------------------------------------------- | ----------------------- | -------- |
| 11 | 01月11日 | 広島 瀬戸内レモン 広島名物との組み合わせでブームに!?  | 広島県尾道市                                      | 渕上沙紀（RCC中国放送アナウンサー）               | -                       |          |
| 12 | 01月18日 | 広島 高級なのにリピーター続出!?尾道デニム             | 広島県尾道市                                      | 田村友里（RCC中国放送アナウンサー）               | -                       |          |
| 13 | 01月25日 | 広島 廃業危機の老舗が生んだクリームパンのテーマパーク | 広島県三原市                                      | 田村友里（RCC中国放送アナウンサー）               | -                       |          |
| 14 | 02月01日 | 福井 サバの街復活大作戦！救世主はよっぱらい!?         | 福井県小浜市                                      | 中野広大（MBSアナウンサー）                       | -                       |          |
| 15 | 02月08日 | 福井 世界が注目！ヴィンテージな海の幸!?               | 福井県敦賀市                                      | 中野広大（MBSアナウンサー）                       | -                       | [ 注 2 ] |
| 16 | 02月22日 | 福井 メガネの町復活大作戦！斬新コラボで知名度アップ   | 福井県鯖江市                                      | 中野広大（MBSアナウンサー）                       | -                       |          |
| 17 | 03月01日 | 奈良 冬でも大人気！新名物は夏の風物詩!?               | 奈良県                                            | 前田春香（MBSアナウンサー）                       | -                       |          |
| 18 | 03月08日 | 奈良 便所サンダルが生まれ変わって大ヒット!?           | 奈良県御所市                                      | 前田春香（MBSアナウンサー）                       | -                       |          |
| 19 | 03月15日 | 奈良 蚊帳から誕生!?おみやげの新定番ふきん             | 奈良県                                            | 前田春香（MBSアナウンサー）                       | -                       |          |
| 20 | 03月22日 | 特別編 我慢できずにあのあと食べちゃいました！SP       | 特別編 我慢できずにあのあと食べちゃいました！SP   | 特別編 我慢できずにあのあと食べちゃいました！SP   | -                       | [ 注 3 ] |
| 21 | 04月05日 | 高知 365日客が殺到し名物グルメが集う巨大市場          | 高知県高知市                                      | 平賀吏桜（テレビ高知アナウンサー）                | -                       | [ 注 4 ] |
| 22 | 04月19日 | 高知 過疎寸前の村を救ったゆずドリンク                 | 高知県馬路村                                      | 平賀吏桜（テレビ高知アナウンサー）                | -                       |          |
| 23 | 04月26日 | 高知 台風の町 廃校が水族館に大変身!?                  | 高知県室戸市                                      | 平賀吏桜（テレビ高知アナウンサー）                | -                       |          |
| 24 | 05月03日 | 大阪 若手農家の秘策で大人気！泉州水なす               | 大阪府                                            | 中野広大（MBSアナウンサー）                       | -                       |          |
| 25 | 05月10日 | 大阪 世界の首脳たちが味わった河内鴨                   | 大阪府松原市                                      | 中野広大（MBSアナウンサー）                       | -                       |          |
| 26 | 05月17日 | 大阪 敏腕社長が生んだ絶対に割れないグラス             | 大阪府八尾市                                      | 中野広大（MBSアナウンサー）                       | -                       |          |
| 27 | 05月24日 | 愛媛 いよかんが大ピンチ！救世主はあの大企業?          | 愛媛県                                            | 河野未来（あいテレビアナウンサー）                | -                       |          |
| 28 | 05月31日 | 愛媛 真珠のまち 救世主は1000円の激安真珠!?            | 愛媛県宇和島市                                    | 河野未来（あいテレビアナウンサー）                | -                       |          |
| 29 | 06月07日 | 愛媛 女性一人旅に大人気!?道後温泉が大変身             | 愛媛県松山市                                      | 河野未来（あいテレビアナウンサー）                | -                       |          |
| 30 | 06月14日 | 特別編 我慢できずにあのあと食べちゃいました！SP       | 特別編 我慢できずにあのあと食べちゃいました！SP   | 特別編 我慢できずにあのあと食べちゃいました！SP   | -                       |          |
| 31 | 06月21日 | 島根 過疎の漁村で江戸時代を疑似体験!?                 | 島根県出雲市                                      | 段原瑠々（Juice=Juice）                           | -                       |          |
| 32 | 06月28日 | 島根 高級レストランが密集!?観光客殺到の山村           | 島根県邑南町                                      | 松原佑基（BSS山陰放送アナウンサー）               | -                       |          |
| 33 | 07月05日 | 島根 坂道人気にあやかって誕生した新名物               | 島根県松江市                                      | 松原佑基（BSS山陰放送アナウンサー）               | -                       |          |
| 34 | 07月12日 | 京都 伝統の舟屋がオシャレに大変身!?                   | 京都府伊根町                                      | 工藤由愛（Juice=Juice）                           | -                       | [ 注 5 ] |
| 35 | 07月26日 | 京都 世界も注目！若者人気の映えるちりめん             | 京都府与謝野町                                    | 中野広大（MBSアナウンサー）                       | -                       |          |
| 36 | 08月02日 | 京都 親子連れ殺到！西日本最大級の道の駅               | 京都府京丹後市                                    | 中野広大（MBSアナウンサー）                       | -                       |          |
| 37 | 08月09日 | 山口 東大生&京大生が集結！お目当ては奇跡の海          | 山口県上関町                                      | 奥野粋子（テレビ山口アナウンサー）                | 入江里咲（Juice=Juice） |          |
| 38 | 08月16日 | 山口 瀬戸内のハワイ!?南国化計画で観光客殺到           | 山口県周防大島町                                  | 宮崎由加                                          | 入江里咲（Juice=Juice） |          |
| 39 | 08月23日 | 山口 漁師が大ピンチ！はみ出し者が救世主!?             | 山口県平生町                                      | 奥野粋子（テレビ山口アナウンサー）                | 入江里咲（Juice=Juice） |          |
| 40 | 08月30日 | 特別編 ハロプロ夏のロケ祭りSP                         | 特別編 ハロプロ夏のロケ祭りSP                     | 特別編 ハロプロ夏のロケ祭りSP                     | -                       | [ 注 6 ] |
| 41 | 09月13日 | 岡山 世界が注目 新名物は南国フルーツ!?                | 岡山県岡山市                                      | 新田真子（RSK山陽放送アナウンサー）               | -                       | [ 注 7 ] |
| 42 | 10月04日 | 岡山 王国復活の切り札は予約の取れないデニム!?         | 岡山県倉敷市                                      | 岡田美奈子（RSK山陽放送アナウンサー）             | -                       |          |
| 43 | 10月11日 | 岡山 過疎の町の新名物卵かけごはん!?                   | 岡山県美咲町                                      | 新田真子（RSK山陽放送アナウンサー）               | -                       |          |
| 44 | 10月18日 | 三重 伊勢の観光地が大ピンチ 救世主は赤福!?            | 三重県伊勢市                                      | 松永里愛（Juice=Juice）                           | -                       |          |
| 45 | 10月25日 | 三重 伝統の海女が激減 救世主は休憩所!?                | 三重県鳥羽市                                      | 野嶋紗己子（MBSアナウンサー）                     | -                       |          |
| 46 | 11月01日 | 三重 “素通りされる町”脱却へ！切り札は食の聖地         | 三重県多気町                                      | 野嶋紗己子（MBSアナウンサー）                     | -                       |          |
| 47 | 11月08日 | 徳島 魅力がない県の汚名返上！新名物は芋スイーツ       | 徳島県鳴門市                                      | 藤林温子（MBSアナウンサー）                       | -                       |          |
| 48 | 11月15日 | 徳島 四国で一番人口が少ない町に視察客が殺到!?         | 徳島県上勝町                                      | 藤林温子（MBSアナウンサー）                       | -                       |          |
| 49 | 11月22日 | 徳島 過疎の町の救世主は空飛ぶアレ!?                   | 徳島県那賀町                                      | 藤林温子（MBSアナウンサー）                       | -                       |          |
| 50 | 11月29日 | 特別編 店主植村と部長川村のハイテンショングルメSP     | 特別編 店主植村と部長川村のハイテンショングルメSP | 特別編 店主植村と部長川村のハイテンショングルメSP | -                       |          |
| 51 | 12月06日 | 兵庫 城崎温泉の新名所は田んぼ＆坂道!?                 | 兵庫県豊岡市                                      | 中野広大（MBSアナウンサー）                       | -                       |          |
| 52 | 12月13日 | 兵庫 日本唯一の体験で空港が観光地に!?                 | 兵庫県豊岡市                                      | 中野広大（MBSアナウンサー）                       | -                       | [ 注 8 ] |

### 2023年
| #  | 放送日   | ブランド情報                                      | ロケ地                                            | 取材バイヤー （アナウンサー・ハロプロメンバー）            | その他の出演者           | 備考      |
| -- | -------- | ------------------------------------------------- | ------------------------------------------------- | ---------------------------------------------------------- | ------------------------ | --------- |
| 53 | 01月10日 | 兵庫 魚も大喜び？豊岡のカバンが海を救う           | 兵庫県豊岡市                                      | 中野広大（MBSアナウンサー）                                | -                        |           |
| 54 | 01月17日 | 高知 逆境に立ち向かう!?缶詰と美術館               | 高知県黒潮町                                      | 西田汐里（BEYOOOOONDS）                                    | -                        |           |
| 55 | 01月24日 | 高知 四万十川の新名物は甘〜い山の幸!?             | 高知県四万十市                                    | 平賀吏桜（テレビ高知アナウンサー）                         | -                        |           |
| 56 | 01月31日 | 高知 昭和と令和が融合!?異次元の最新リゾート       | 高知県土佐清水市                                  | 平賀吏桜（テレビ高知アナウンサー）                         | -                        |           |
| 57 | 02月07日 | 鳥取 砂丘の集客大作戦 ダジャレと(秘)体験!?        | 鳥取県鳥取市                                      | 中島早也佳（BSS山陰放送アナウンサー）                      | -                        |           |
| 58 | 02月14日 | 鳥取 人口最下位の県 鬼のおかげで移住者急増!?      | 鳥取県湯梨浜町                                    | 中島早也佳（BSS山陰放送アナウンサー）                      | -                        |           |
| 59 | 02月21日 | 鳥取 大山の麓に新名所誕生!?音が鳴る浜             | 鳥取県琴浦町                                      | 中島早也佳（BSS山陰放送アナウンサー）                      | -                        |           |
| 60 | 02月28日 | 特別編 店主植村と部長川村のハイテンショングルメSP | 特別編 店主植村と部長川村のハイテンショングルメSP | 特別編 店主植村と部長川村のハイテンショングルメSP          | -                        | [ 注 9 ]  |
| 61 | 03月21日 | 大阪 空き家だらけの下町が食の街に変貌!?           | 大阪市城東区                                      | 中野広大（MBSアナウンサー）                                | -                        | [ 注 10 ] |
| 62 | 03月28日 | 大阪 本場も認めた！大阪育ちの(珍)グルメ           | 大阪府阪南市                                      | 海渡未来（MBSアナウンサー）                                | -                        |           |
| 63 | 04月04日 | 大阪 大阪人気質で手ぬぐいがオシャレに進化？       | 大阪府堺市                                        | 海渡未来（MBSアナウンサー）                                | -                        | [ 注 11 ] |
| 64 | 04月18日 | 広島 日々進化中！宮島生まれのもみじ饅頭           | 広島県廿日市市                                    | 田村友里（RCC中国放送アナウンサー）                        | -                        |           |
| 65 | 04月25日 | 広島 伝統野菜の救世主は有名ふりかけの弟!?         | 広島市安佐南区                                    | 伊東平（RCC中国放送アナウンサー）                          | -                        |           |
| 66 | 05月02日 | 広島 伝統秘法が生んだ女性憧れの高級品             | 広島県熊野町                                      | 渕上沙紀（RCC中国放送アナウンサー）                        | 竹内朱莉（アンジュルム） |           |
| 67 | 05月09日 | 香川 うどんを全身で体感!?世界も注目の新名所       | 香川県三豊市                                      | 千神彩花（RSK山陽放送アナウンサー）                        | -                        |           |
| 68 | 05月16日 | 香川 小豆島の新たな魅力は妖怪美術館!?             | 香川県小豆島                                      | 岡田美奈子（RSK山陽放送アナウンサー）                      | -                        |           |
| 69 | 05月23日 | 香川 こんぴらさん玄関口 街の遺産が劇的進化        | 香川県琴平町 香川県多度津町                       | 千神彩花（RSK山陽放送アナウンサー）                        | -                        |           |
| 70 | 05月30日 | 特別編 店主植村と部長川村のハイテンショングルメSP | 特別編 店主植村と部長川村のハイテンショングルメSP | 特別編 店主植村と部長川村のハイテンショングルメSP          | -                        |           |
| 71 | 06月06日 | 愛媛 空き家だらけの城下町 前代未聞の(秘)体験      | 愛媛県大洲市                                      | 飯田万結（あいテレビアナウンサー）                         | -                        |           |
| 72 | 06月13日 | 愛媛 コロナ禍でピンチで誕生!進化系今治タオル      | 愛媛県今治市                                      | 豊福海央（あいテレビアナウンサー）                         | -                        |           |
| 73 | 06月20日 | 愛媛 四国最西端の町 新名物は邪魔者と和菓子？      | 愛媛県伊方町                                      | 豊福海央（あいテレビアナウンサー）                         | -                        |           |
| 74 | 06月27日 | 山口 歴史ある魚市場が寿司のテーマパークに!?       | 山口県下関市                                      | 奥野粋子（テレビ山口アナウンサー）                         | -                        |           |
| 75 | 07月04日 | 山口 救世主は学生!?ライフセーバーか角島を守る     | 山口県下関市                                      | 奥野粋子（テレビ山口アナウンサー）                         | -                        |           |
| 76 | 07月11日 | 山口 若者客殺到！県内最古の温泉街は川が主役？     | 山口県長門市                                      | 奥野粋子（テレビ山口アナウンサー）                         | -                        |           |
| 77 | 07月18日 | 滋賀 郷土料理が進化!?琵琶湖生まれの珍グルメ       | 滋賀県野洲市                                      | 中野広大（MBSアナウンサー）                                | -                        |           |
| 78 | 07月25日 | 滋賀 商店街復興の切り札は町屋ショッピングモール!? | 滋賀県近江八幡市                                  | 中野広大（MBSアナウンサー）                                | -                        |           |
| 79 | 08月01日 | 滋賀 過疎の町の救世主 次世代漬物&百貨店!?         | 滋賀県高島市                                      | 中野広大（MBSアナウンサー）                                | -                        |           |
| 80 | 08月08日 | 和歌山 味も見た目も進化!?若者絶賛の梅干し誕生     | 和歌山県みなべ町                                  | 石山咲良（Juice=Juice）                                    | -                        |           |
| 81 | 08月15日 | 和歌山 絶滅の危機から大ヒット！幻のじゃばら       | 和歌山県北山村                                    | 中野広大（MBSアナウンサー）                                | -                        | [ 注 12 ] |
| 82 | 09月05日 | 和歌山 観光の目玉はアクセス抜群の無人島!?         | 和歌山県有田市                                    | 藤林温子（MBSアナウンサー）                                | -                        |           |
| 83 | 09月12日 | 特別編 店主植村と部長川村のハイテンショングルメSP | 特別編 店主植村と部長川村のハイテンショングルメSP | 特別編 店主植村と部長川村のハイテンショングルメSP          | -                        | [ 注 13 ] |
| 84 | 10月10日 | 高知 移住者殺到!?全国に広がるよさこい祭り         | 高知県高知市                                      | 平賀吏桜（テレビ高知アナウンサー）                         | -                        |           |
| 85 | 10月17日 | 高知 全国人気No.1に!?小さな水族館の復活劇         | 高知県高知市                                      | 平賀吏桜（テレビ高知アナウンサー）                         | -                        |           |
| 86 | 10月24日 | 高知 観光客殺到の新名所はオムライス街道!?         | 高知県日高村                                      | 平賀吏桜（テレビ高知アナウンサー）                         | -                        |           |
| 87 | 10月31日 | 奈良 古都の新名物は歴史を活かしたカレー!?         | 奈良県奈良市                                      | 前田春香（MBSアナウンサー）                                | 有澤一華（Juice=Juice）  |           |
| 88 | 11月07日 | 奈良 靴下の町復活へ！常識破りの進化系靴下         | 奈良県広陵町                                      | 中野広大（MBSアナウンサー）                                | 有澤一華（Juice=Juice）  |           |
| 89 | 11月14日 | 奈良 未知なる挑戦！老舗農園が生んだ柿スイーツ     | 奈良県五條市                                      | 前田春香（MBSアナウンサー）                                | 有澤一華（Juice=Juice）  |           |
| 90 | 11月21日 | 特別編 店主植村と部長川村のハイテンショングルメSP | 特別編 店主植村と部長川村のハイテンショングルメSP | 特別編 店主植村と部長川村のハイテンショングルメSP          | -                        |           |
| 91 | 11月28日 | 京都 天橋立の新定番は願い玉で開運体験!?           | 京都府宮津市                                      | 為永幸音（アンジュルム）                                   | -                        |           |
| 92 | 12月05日 | 京都 船屋の町で育つプロ絶賛の養殖ブリ             | 京都府伊根町                                      | 藤林温子（MBSアナウンサー）                                | -                        |           |
| 93 | 12月12日 | 京都 観光の起爆剤に！絶景×健康㊙ツアー            | 京都府京丹後市                                    | 大村浩士（MBSアナウンサー）                                | -                        |           |
| 94 | 12月19日 | 岡山 天空の城がV字回復！救世主は猫城主!?          | 岡山県高梁市                                      | 西﨑美空（OCHA NORMA） 千神彩花（RSK山陽放送アナウンサー） | -                        | [ 注 14 ] |

### 2024年
| #   | 放送日   | ブランド情報                                                                         | ロケ地                                                                               | 取材バイヤー （アナウンサー・ハロプロメンバー）                                      | ゲスト                         | 備考      |
| --- | -------- | ------------------------------------------------------------------------------------ | ------------------------------------------------------------------------------------ | ------------------------------------------------------------------------------------ | ------------------------------ | --------- |
| 95  | 01月16日 | 岡山 パン王国の新たな魅力はパンワールド!?                                            | 岡山県総社市                                                                         | 新田真子（RSK山陽放送アナウンサー）                                                  | -                              |           |
| 96  | 01月23日 | 岡山 限界集落に新名所誕生!若者殺到の㊙体験                                           | 岡山県津山市                                                                         | 宮武将吾（RSK山陽放送アナウンサー）                                                  | -                              |           |
| 97  | 01月30日 | 愛媛 漁師町の伝統を守れ!船上㊙体験&エコ織物                                          | 愛媛県伊方町                                                                         | 江端妃咲（Juice=Juice）                                                              | 為永幸音（アンジュルム）       |           |
| 98  | 02月06日 | 愛媛 四国有数の港町でちゃんぽんが進化中!?                                            | 愛媛県八幡浜市                                                                       | 岩下克樹（あいテレビアナウンサー）                                                   | 為永幸音（アンジュルム）       |           |
| 99  | 02月13日 | 愛媛 元CAが生んだ世界一の新名物は母の味!?                                            | 愛媛県伊方町                                                                         | 滝香織（あいテレビアナウンサー）                                                     | 為永幸音（アンジュルム）       |           |
| 100 | 02月20日 | 特別編 ㊗放送100回！ハロプロ冬のロケ祭り〜未公開もこじゃんとあるよSP〜               | 特別編 ㊗放送100回！ハロプロ冬のロケ祭り〜未公開もこじゃんとあるよSP〜               | 特別編 ㊗放送100回！ハロプロ冬のロケ祭り〜未公開もこじゃんとあるよSP〜               | -                              |           |
| 101 | 02月27日 | 福井 恐竜王国に誕生！世界が注目する博物館!?                                          | 福井県勝山市                                                                         | 大村浩士（MBSアナウンサー）                                                          | -                              |           |
| 102 | 03月05日 | 福井 伝統産業のピンチを救う!?進化系包丁                                              | 福井県越前市                                                                         | 藤林温子（MBSアナウンサー）                                                          | -                              |           |
| 103 | 03月12日 | 福井 カニの聖地に新名物誕生！越前がれい                                              | 福井県越前町                                                                         | 大村浩士（MBSアナウンサー）                                                          | -                              |           |
| 104 | 03月19日 | 島根 世界遺産の町に移住者急増！古民家が大変身                                        | 島根県大田市                                                                         | 中島早也佳（BSS山陰放送アナウンサー）                                                | -                              | [ 注 15 ] |
| 105 | 04月02日 | 島根 代用品から生まれた!?新名物は巨大アナゴ                                          | 島根県大田市                                                                         | 中島早也佳（BSS山陰放送アナウンサー）                                                | -                              |           |
| 106 | 04月09日 | 島根 レトロ温泉街に女性客殺到！秘策は美肌の湯                                        | 島根県松江市                                                                         | 中島早也佳（BSS山陰放送アナウンサー）                                                | -                              | [ 注 16 ] |
| 107 | 04月23日 | 徳島 素通りされる町の新名所は巨大な道の駅!?                                          | 徳島県鳴門市                                                                         | 中野広大（MBSアナウンサー）                                                          | -                              |           |
| 108 | 04月30日 | 徳島 過疎の田舎町がビジネス街に大変身!?                                              | 徳島県神山町                                                                         | 大村浩士（MBSアナウンサー）                                                          | -                              |           |
| 109 | 05月07日 | 徳島 伝統の海の幸 エビ&わかめが大ヒット!?                                            | 徳島県鳴門市                                                                         | 大村浩士（MBSアナウンサー）                                                          | -                              |           |
| 110 | 05月14日 | 特別編 店主と部長のもっぺん食べたい海の幸BEST7                                       | 特別編 店主と部長のもっぺん食べたい海の幸BEST7                                       | 特別編 店主と部長のもっぺん食べたい海の幸BEST7                                       | -                              |           |
| 111 | 05月21日 | 山口 半世紀ぶりに復活！プロ絶賛の『ご飯のおとも』                                    | 山口県周防大島町                                                                     | クロル舞（テレビ山口アナウンサー）                                                   | -                              |           |
| 112 | 05月28日 | 山口 売れなかった食材が高級品に！海と山の新名物                                      | 山口県萩市                                                                           | クロル舞（テレビ山口アナウンサー）                                                   | -                              |           |
| 113 | 06月04日 | 山口 過疎の田舎町 新名所は漁港×キャンプ場!?                                          | 山口県阿武町                                                                         | 奥野粋子（テレビ山口アナウンサー）                                                   | -                              |           |
| 114 | 06月11日 | 広島 倉庫が救世主!?絶景しまなみサイクリング                                          | 広島県尾道市                                                                         | 渕上沙紀（RCC中国放送アナウンサー）                                                  | -                              |           |
| 115 | 06月18日 | 広島 タコの町の新名物甘くない!?斬新プリン                                            | 広島県三原市                                                                         | 渕上沙紀（RCC中国放送アナウンサー）                                                  | -                              |           |
| 116 | 06月25日 | 広島 農園に若者殺到!?前代未聞のちょうど狩り                                          | 広島県三次市                                                                         | 渕上沙紀（RCC中国放送アナウンサー）                                                  | -                              |           |
| 117 | 07月09日 | 兵庫 自虐で復活!?関西最大級のテーマパーク                                            | 兵庫県姫路市                                                                         | 海渡未来（MBSアナウンサー）                                                          | -                              |           |
| 118 | 07月16日 | 兵庫 田舎町に大行列！連日発売の絶品巻き寿司                                          | 兵庫県多可町                                                                         | 藤林温子（MBSアナウンサー）                                                          | -                              | [ 注 17 ] |
| 119 | 08月13日 | 兵庫 恐怖の新名所誕生！濁った池×河童                                                 | 兵庫県福崎町                                                                         | 藤林温子（MBSアナウンサー）                                                          | -                              |           |
| 120 | 08月20日 | 特別編 店主植村あかり&部長川村文乃のまだ間に合う！この夏に行きたいお出かけランキング | 特別編 店主植村あかり&部長川村文乃のまだ間に合う！この夏に行きたいお出かけランキング | 特別編 店主植村あかり&部長川村文乃のまだ間に合う！この夏に行きたいお出かけランキング | -                              |           |
| 121 | 08月27日 | 高知 奇跡の清流が育む天然アユPR大作戦                                                | 高知県佐川町                                                                         | 松岡葵（テレビ高知アナウンサー）                                                     | -                              |           |
| 122 | 09月03日 | 高知 四万十川の新たな主役は幻のぶしゅかん!?                                          | 高知県四万十市                                                                       | 松岡葵（テレビ高知アナウンサー）                                                     | -                              |           |
| 123 | 09月10日 | 高知 お遍路の町 集客の秘策はアート×古書                                              | 高知県四万十町                                                                       | 松岡葵（テレビ高知アナウンサー）                                                     |                                |           |
| 124 | 09月17日 | 大阪 ぶどう王国復活へ！秘策は若手農家の新体験                                        | 大阪府柏原市                                                                         | 中野広大（MBSアナウンサー）                                                          | 江端妃咲（Juice=Juice）        |           |
| 125 | 09月24日 | 大阪 世界が注目！大都会に残る奇跡のレトロタウン                                      | 大阪府北区中崎町                                                                     | 中野広大（MBSアナウンサー）                                                          | 江端妃咲（Juice=Juice）        |           |
| 126 | 10月01日 | 大阪 伝統の泉州タオル 進化系は温泉州!?                                               | 大阪府泉佐野市                                                                       | 中野広大（MBSアナウンサー）                                                          | 江端妃咲（Juice=Juice）        |           |
| 127 | 10月08日 | 特別編 こじゃんと好きやき！川村部長卒業SP                                            | 特別編 こじゃんと好きやき！川村部長卒業SP                                            | 特別編 こじゃんと好きやき！川村部長卒業SP                                            | 江端妃咲（Juice=Juice）        |           |
| 128 | 10月15日 | 香川 県内最小の町に外国人殺到!?うどん職人養成所                                      | 香川県宇多津町                                                                       | 千神彩花（RSK山陽放送アナウンサー）                                                  | 岡村美波（BEYOOOOONDS）        |           |
| 129 | 10月22日 | 香川 観光の救世主!?丸亀名物“骨付鳥”PR作戦                                            | 香川県丸亀市                                                                         | 千神彩花（RSK山陽放送アナウンサー）                                                  | 岡村美波（BEYOOOOONDS）        |           |
| 130 | 10月29日 | 香川 人気低迷から一転！世界を魅了する高松盆栽                                        | 香川県高松市                                                                         | 岡田美奈子（RSK山陽放送アナウンサー）                                                | 岡村美波（BEYOOOOONDS）        |           |
| 131 | 11月05日 | 兵庫 ものづくり集団のリアル町工場見学ツアー                                          | 神戸市長田区                                                                         | 福田真琳（つばきファクトリー）                                                       | 秋山真緒（つばきファクトリー） |           |
| 132 | 11月12日 | 兵庫 播磨の小京都に誕生！発酵文化の新体験                                            | 兵庫県たつの市                                                                       | 福田真琳（つばきファクトリー）                                                       | 秋山真緒（つばきファクトリー） | [ 注 18 ] |
| 133 | 11月26日 | 兵庫 新温泉活用法！名湯が仕掛ける湯がき体験                                          | 兵庫県新温泉町                                                                       | 福田真琳（つばきファクトリー）                                                       | 秋山真緒（つばきファクトリー） |           |
| 134 | 12月03日 | 愛媛 道の駅に大行列！お目当ては幻の大福!?                                            | 愛媛県四国中央市                                                                     | 滝香織（あいテレビアナウンサー）                                                     | 上國料萌衣（アンジュルム）     |           |
| 135 | 12月10日 | 愛媛 海のない町で誕生！骨まで美味しい干物!?                                          | 愛媛県東温市                                                                         | 滝香織（あいテレビアナウンサー）                                                     | 上國料萌衣（アンジュルム）     |           |
| 136 | 12月17日 | 愛媛 紙の町まち名産品 水引がオシャレに進化中!?                                       | 愛媛県四国中央市                                                                     | 滝香織（あいテレビアナウンサー）                                                     | 上國料萌衣（アンジュルム）     | [ 注 19 ] |

### 2025年
| #   | 放送日   | ブランド情報                                    | ロケ地                                          | 取材バイヤー （アナウンサー・ハロプロメンバー） | ゲスト                         | 備考      |
| --- | -------- | ----------------------------------------------- | ----------------------------------------------- | ----------------------------------------------- | ------------------------------ | --------- |
| 137 | 01月14日 | 特別編 未公開てんこ盛り！ハイテンショングルメSP | 特別編 未公開てんこ盛り！ハイテンショングルメSP | 特別編 未公開てんこ盛り！ハイテンショングルメSP | 上國料萌衣（アンジュルム）     |           |
| 138 | 01月21日 | 鳥取 江戸時代のプロテインバー!?名物ちくわ進化中 | 鳥取県鳥取市                                    | 大田祐樹（BSS山陰放送アナウンサー）             | 植村葉純（ロージークロニクル） |           |
| 139 | 01月28日 | 鳥取 カレー王国で誕生！衝撃のピンクカレー!?     | 鳥取県鳥取市                                    | 大田祐樹（BSS山陰放送アナウンサー）             | 植村葉純（ロージークロニクル） |           |
| 140 | 02月04日 | 鳥取 コロナ過のピンチで誕生！475パフェ          | 鳥取県米子市                                    | 大田祐樹（BSS山陰放送アナウンサー）             | 植村葉純（ロージークロニクル） |           |
| 141 | 02月11日 | 京都 ブランド化への挑戦！京都生まれのレモン     | 京都府久御山町                                  | 金山泉（MBSアナウンサー）                       | 川嶋美楓（Juice=Juice）        |           |
| 142 | 02月18日 | 京都 観光の目玉に大変身！廃校活用㊙作戦         | 京都府福知山市                                  | 大村浩士（MBSアナウンサー）                     | 川嶋美楓（Juice=Juice）        |           |
| 143 | 02月25日 | 京都 過疎の村に観光客殺到！お茶だらけの道の駅   | 京都府南山城村                                  | 河西美帆（MBSアナウンサー）                     | 川嶋美楓（Juice=Juice）        |           |
| 144 | 03月04日 | 山口 800年の名湯 ピンチを救う80歳名物女将!?     | 山口県山口市                                    | クロル舞（テレビ山口アナウンサー）              | 井上春華（モーニング娘。'25）  |           |
| 145 | 03月11日 | 山口 日本最大級の鍾乳洞 リピーター獲得大作戦    | 山口県美祢市                                    | クロル舞（テレビ山口アナウンサー）              | 井上春華（モーニング娘。'25）  |           |
| 146 | 03月18日 | 山口 リアルな暮らしを体験!?萩の㊙観光ツアー     | 山口県萩市                                      | 森本深月（テレビ山口アナウンサー）              | 井上春華（モーニング娘。'25）  | [ 注 20 ] |
| 147 | 04月08日 | 特別編 未公開てんこ盛り！ハイテンショングルメSP | 特別編 未公開てんこ盛り！ハイテンショングルメSP | 特別編 未公開てんこ盛り！ハイテンショングルメSP | 井上春華（モーニング娘。'25）  | [ 注 21 ] |
| 148 | 04月22日 | 奈良 廃業にした銭湯がホテルに“御所まち”復活作戦 | 奈良県御所市                                    | 藤林温子（MBSアナウンサー）                     | 豫風瑠乃（つばきファクトリー） |           |
| 149 | 04月29日 | 奈良 夏だけじゃない!三輪そうめんPR作戦          | 奈良県桜井市                                    | 中野広大（MBSアナウンサー）                     | 豫風瑠乃（つばきファクトリー） |           |
| 150 | 05月06日 | 奈良 伝統的な茶道具が現代風に!?高山茶筌         | 奈良県生駒市                                    | 中野広大（MBSアナウンサー）                     | 豫風瑠乃（つばきファクトリー） |           |
| 151 | 05月13日 | 広島 県民が驚きの新事実!?牡蠣PR作戦             | 広島県広島市                                    | 田口麻衣（RCC中国放送アナウンサー）             | 広本瑠璃（OCHA NORMA）         |           |
| 152 | 05月20日 | 広島 巨大ダムに新名所誕生！絶景グランピング     | 広島県安芸太田町                                | 田口麻衣（RCC中国放送アナウンサー）             | 広本瑠璃（OCHA NORMA）         |           |
| 153 | 05月27日 | 広島 住みよい街で注目！個性集まるキリンカフェ   | 広島県廿日市市                                  | 田口麻衣（RCC中国放送アナウンサー）             | 広本瑠璃（OCHA NORMA）         |           |
| 154 | 06月03日 | 高知 限界集落の廃校が観光拠点に大変身!?         | 高知県土佐町                                    | 松岡葵（テレビ高知アナウンサー）                | 江口紗耶（BEYOOOOONDS）        |           |
| 155 | 06月10日 | 高知 漁業衰退の危機を救う！サラリーマン漁師     | 高知県室戸市                                    | 松岡葵（テレビ高知アナウンサー）                | 江口紗耶（BEYOOOOONDS）        |           |
| 156 | 06月17日 | 高知 子どもが嫌いな野菜脱却へ！なすマダム奮闘中 | 高知県安芸市                                    | 松岡葵（テレビ高知アナウンサー）                | 江口紗耶（BEYOOOOONDS）        |           |
| 157 | 06月24日 | 特別編 未公開てんこ盛り！ハイテンショングルメSP | 特別編 未公開てんこ盛り！ハイテンショングルメSP | 特別編 未公開てんこ盛り！ハイテンショングルメSP | 江口紗耶（BEYOOOOONDS）        |           |
| 158 | 07月01日 | 滋賀 琵琶湖に浮かぶ沖島 アイドル化計画!?        | 滋賀県近江八幡市沖島                            | 中野広大（MBSアナウンサー）                     | 土居楓奏（つばきファクトリー） |           |
| 159 | 07月08日 | 滋賀 琵琶湖生まれの宝石!?びわ湖パール           | 滋賀県守山市                                    | 河西美帆（MBSアナウンサー）                     | 土居楓奏（つばきファクトリー） |           |
| 160 | 07月15日 | 滋賀 シャッター商店街に大行列！唯一無二のデニム | 滋賀県東近江市                                  | 河本光正（MBSアナウンサー）                     | 土居楓奏（つばきファクトリー） |           |
| 161 | 07月22日 | 岡山 宿場町の集客作戦！秘策はクリームソーダ!?   | 岡山県矢掛町                                    | 新田真子（RSK山陽放送アナウンサー）             | 西﨑美空（OCHA NORMA）         |           |
| 162 | 07月29日 | 岡山 日本のエーゲ海に誕生！廃墟感満載の新名所   | 岡山県瀬戸内市牛窓町牛窓                        | 新田真子（RSK山陽放送アナウンサー）             | 西﨑美空（OCHA NORMA）         |           |
| 163 | 08月05日 | 岡山 太古の生物と出会える！世界で唯一の博物館   | 岡山県笠岡市                                    | 千神彩花（RSK山陽放送アナウンサー）             | 西﨑美空（OCHA NORMA）         |           |
| 164 | 08月12日 | 大阪 最新リゾートが誕生!エキチカ堺旧港          | 大阪府堺市                                      | 中野広大（MBSアナウンサー）                     | 秋山眞緒（つばきファクトリー） |           |
| 165 | 08月19日 | 大阪 鮮度抜群!大阪産しらすブランド化作戦        | 大阪府岸和田市                                  | 河本光正（MBSアナウンサー）                     | 秋山眞緒（つばきファクトリー） |           |

## 西乃風ハロプロラジオ
|           | 放送日                            | ゲスト                                                 | 備考   |
| --------- | --------------------------------- | ------------------------------------------------------ | ------ |
| シーズン1 | 2021年12月26日・2022年1月2日・9日 | 秋山眞緒（つばきファクトリー） 西田汐里（BEYOOOOONDS） |        |
| シーズン2 | 2022年3月27日                     | 上國料萌衣（アンジュルム）                             |        |
| シーズン2 | 2022年4月3日                      | 段原瑠々（Juice=Juice）                                |        |
| シーズン3 | 2022年9月26日・10月2日            | 岸本ゆめの（つばきファクトリー）                       | [ 13 ] |
| シーズン4 | 2023年1月1日                      | 松永里愛（Juice=Juice）                                |        |
| シーズン4 | 2023年1月8日                      | 江口紗耶（BEYOOOOONDS）                                |        |
| シーズン5 | 2023年3月5日                      | 有澤一華（Juice=Juice）                                |        |
| シーズン5 | 2023年3月12日                     | 江端妃咲（Juice=Juice）                                |        |
| シーズン5 | 2023年3月19日                     | 岡村美波（BEYOOOOONDS）                                |        |
| シーズン6 | 2023年8月27日                     | 西﨑美空（OCHA NORMA）                                 |        |
| シーズン6 | 2023年9月3日                      | 福田真琳（つばきファクトリー）                         |        |
| シーズン7 | 2023年9月24日                     | 広本瑠璃（OCHA NORMA）                                 |        |
| シーズン7 | 2023年10月1日                     | 川嶋美楓（Juice=Juice）                                |        |
| シーズン7 | 2023年10月8日                     | 下井谷幸穂（アンジュルム）                             |        |
| シーズン8 | 2023年12月31日                    | 豫風瑠乃（つばきファクトリー）                         |        |
| シーズン8 | 2024年1月7日                      | 上國料萌衣（アンジュルム）                             |        |
| シーズン8 | 2024年1月14日                     | 段原瑠々（Juice=Juice）                                |        |
| シーズン9 | 2024年7月28日                     | 秋山眞緒（つばきファクトリー）                         |        |
| シーズン9 | 2024年8月4日                      | 筒井澪心（OCHA NORMA）                                 |        |
| シーズン9 | 2024年8月11日                     | 西田汐里（BEYOOOOONDS）                                |        |

|            | 放送日        | ゲスト                          | 備考 |
| ---------- | ------------- | ------------------------------- | ---- |
| シーズン10 | 2025年1月5日  | 松永里愛（Juice=Juice）         |      |
| シーズン10 | 2025年1月12日 | 江口紗耶（BEYOOOOONDS）         |      |
| シーズン10 | 2025年1月19日 | 植村葉純（ロージークロニクル）  |      |
| シーズン11 | 2025年4月6日  | 生田衣梨奈（モーニング娘。'25） |      |
| シーズン11 | 2025年4月13日 | 江端妃咲（Juice=Juice）         |      |
| シーズン11 | 2025年4月20日 | 土居楓奏（つばきファクトリー）  |      |

## ネット局
| 放送対象地域   | 放送局             | 系列    | 放送期間         | 放送時間（JST）             | ネット状況 |
| -------------- | ------------------ | ------- | ---------------- | --------------------------- | ---------- |
| 近畿広域圏     | 毎日放送（MBS）    | TBS系列 | 2021年10月12日 - | 火曜（月曜深夜）0:59 - 1:29 | 【制作局】 |
| 広島県         | 中国放送（RCC）    | TBS系列 | 2021年10月18日 - | 土曜5:45 - 6:15             | 遅れネット |
| 愛媛県         | あいテレビ（itv）  | TBS系列 | 2021年10月19日 - | 火曜（月曜深夜）1:00 - 1:30 | 遅れネット |
| 山口県         | テレビ山口（tys）  | TBS系列 | 2021年10月20日 - | 水曜（火曜深夜）1:10 - 1:40 | 遅れネット |
| 鳥取県・島根県 | 山陰放送（BSS）    | TBS系列 | 2021年10月23日 - | 土曜 6:30 - 7:00            | 遅れネット |
| 高知県         | テレビ高知（KUTV） | TBS系列 | 2021年11月10日 - | 水曜 23:56 - 翌0:26         | 遅れネット |
| 岡山県・香川県 | RSK山陽放送（RSK） | TBS系列 | 2022年1月9日 -   | 日曜 5:45 - 6:15            | 遅れネット |

ネット局やその関連企業（RCCフロンティア・RSKプロビジョン・テレビ高知映像など）が制作協力として参加することがある。

## スタッフ
- ナレーター：西靖（毎日放送アナウンサー）
- 構成：バーバラよね
- リサーチ：山本恵未夏
- TM：高石和隆（MBS）
- 撮影：米謙一、池田幸祐、長谷川優美、塚田哲矢（MBS）、深田信彦、向井敬一朗
- 編集：狭間茜、今村聡宏
- 音効：右見嘉英
- MA：外島真由美
- 美術：松尾光生（MBS）
- タイトル：玉川愛美、由本真穂、四方由季
- 日本画：田島周吾
- イラスト：TORU
- 営業：赤澤友基（MBS）
- PR：工藤舞弥（MBS）
- 協力：アップフロントワークス、放送映画、堺かつら、サウンドエースプロダクション、SOUND-K
- デスク：岩田晶子
- AD：小林和樹、澤田健三、田口敦生、林原未和、榊原朋佳
- 演出：三里隆之（MBS企画）
- 総合演出：松本武史（MBS企画）
- プロデューサー：藤原大輔（MBS）、谷口美希子（MBS企画）
- 制作協力：MBS企画
- 製作著作：MBS